# Spielschulden
Spielschulden (englisch The Lady Pays Off ‚Die Dame bezahlt‘ bzw. ‚Die Dame lohnt sich‘) ist eine US-amerikanische Filmkomödie unter Regie von Douglas Sirk mit Linda Darnell und Stephen McNally in den Hauptrollen. Der Film wurde von Universal-International Pictures produziert. Die Premiere des Films fand am 2. November 1951 in Boston und Hartford statt. In der Bundesrepublik Deutschland wurde er am 26. April 1980 im deutschen Fernsehen ausgestrahlt.

## Handlung
Das Time Magazine zeichnet die Lehrerin Evelyn Warren von der Howell Mädchenschule in Pasadena als Lehrerin des Jahres aus. Evelyn ist betrübt, dass Männer sich für sie nur auf Grund ihrer Erziehungsqualitäten interessieren. Sie informiert die Dekanin Bessie Howell, dass sie eine Reise nach Reno plane, um dort einen Mann zu finden, der nicht weiß, dass sie Lehrerin ist. Daraufhin telefoniert Bessie mit ihrem Cousin Ronald in Reno. Ronald ist Mathematiker und führt Evelyn in ein Casino aus, um dort sein Spielsystem zu testen. Evelyn ist gelangweilt, nimmt einige Drinks und wagt ein paar Einsätze. Das Casino wird von Matt Braddock geleitet, der eine Übernahme durch ein Gangstersyndikat zu verhindern versucht. Als er Evelyn beim Roulette sieht, erkennt er sie vom Titelblatt des Time Magazines. Seinem Croupier signalisiert er, dass Evelyn auf seinen Kredit hin weiterspielen kann. Nach einiger Zeit hat Evelyn 7.000 Dollar Schulden angehäuft. Sie gesteht Matt, dass sie nicht zahlen kann. Matt schlägt vor, dass sie für einige Zeit als Betreuerin für seine neunjährige Tochter Diane arbeitet, deren Mutter vor zwei Jahren starb. Evelyn akzeptiert erst, als Matt droht, ihre Spielschulden öffentlich zu machen.
Evelyn erreicht Matts Anwesen in Carmel. Immer noch wütend über sich selber faucht sie Diane an, die in Tränen ausbricht. Am Abend hört sie einen Anruf Dianes bei ihrem Vater mit, indem sie ihm erzählt, Evelyn würde sie nicht leiden können. Bekümmert nimmt Evelyn Diane in die Arme und verspricht ihr, sie glücklich zu machen. Der besorgte Matt kommt nach Carmel und findet eine lachende und aktive Diane vor. Diane bemerkt schon bald, dass Evelyn ihren Vater nicht leiden kann und rät ihm, in Zukunft netter zu sein. Matt sucht Evelyn am Abend auf und bittet sie, länger zu bleiben. Evelyn ist klar, dass Diane eine Mutter braucht, aber wegen ihrer Arbeitsstelle kann sie nicht bleiben. Zu ihrem Erstaunen zerreißt Matt ihren Schuldschein und gesteht ihr, dass der nur eine Fälschung war. Evelyn stürmt in ihr Zimmer, wo sie ihr Spiegelbild sieht und beweisen will, dass sie einen Mann verführen kann. Diane, die sich wünscht, dass ihr Vater mit Evelyn zusammenkommt, schlägt den beiden ein romantisches Abendessen vor. Tatsächlich beginnt Matt, sich für Diane zu interessieren. Doch genau jetzt taucht seine Ex-Freundin Kay Stoddard auf, die in Evelyn eine Rivalin sieht. Sie besteht darauf, Evelyn, Diane und Matt auf ihrer geplanten Wanderung am nächsten Tag zu begleiten. Ihre für die Wanderung unpassenden Stöckelschuhe  ermüden sie schnell. Diane führt Kay absichtlich zu einem Busch Giftsumach. Durch die Vergiftung ist Kay für einige Tage bettlägerig.
Matt und Evelyn machen einen Angelausflug mit einem Boot. Evelyn lässt einige Hinweise über Heirat fallen, doch Matt scheint dem Thema ausweichen zu wollen. Heimlich schneidet sie die Anreißleine des Motors durch. Sie werden von einem Fischerboot aufgenommen, der sie in die Nachbarstadt von Carmel mitnimmt. An Bord wird Evelyn seekrank und der Kapitän verabreicht ihr Medizin, die aus purem Alkohol besteht. Die ganze Nacht über verhält sich Evelyn zur Freude Matts ungehemmt. Ihm wird klar, dass er Evelyn wirklich liebt und macht ihr einen Heiratsantrag. Zurück in Carmel erklärt er Kay, dass er und Evelyn heiraten wollen. Kay lässt ihren Schmerz nicht sehen und reist ab. Nun akzeptiert Matt auch das Kaufangebot des Gangstersyndikats für sein Casino. Er will Evelyn seine Absicht erklären, ins seriöse Geschäftsleben zu wechseln. Doch Evelyn erzählt ihm, dass ihre Liebe für ihn nur vorgetäuscht sei. Sie reist nach Pasadena zurück, doch Matts Haushälterin Marie informiert sie, dass Diane ausgerissen sei. Sofort eilt Evelyn nach Carmel zurück und streitet sich mit Matt auf der Veranda. Sie wirft ihm vor, dass er nur auf der Suche nach einer Mutter für Diane sei. Er fragt sie, warum sie nicht glaube, dass ein Mann sie lieben könne, wie sie ist.  Marie entdeckt Diane in der Speisekammer, wo sie sich versteckt hielt. Evelyn, Matt und Diane umarmen sich. Diane fragt, ob sie sich lieben. Ihr Vater und die Lehrerin sehen sich gezwungen, zu nicken.

## Hintergrund
Gedreht wurde der Film vom 5. April bis Ende Mai 1951 in den Universal-Studios in Universal City. Anfang Mai mussten die Dreharbeiten unterbrochen werden, da sich Stephen McNally eine Blinddarmentzündung zugezogen hatte und operiert werden musste. Bernard Herzbrun und Robert F. Boyle oblag die künstlerische Leitung. Russell A. Gausman und Julia Heron waren für das Szenenbild zuständig, Bill Thomas für die Kostüme, Bud Westmore für das Maskenbild. Verantwortliche Toningenieure waren Leslie I. Carey, Corson Jowett und James V. Swartz.

## Kritiken
„Heiter-sentimentale Komödie unter der versierten Regie von Douglas Sirk.“

„Douglas Sirk […] beweist auch in dieser 1951 gedrehten Komödie sein Gespür für große Gefühle und Beziehungsdramatik im Kampf gegen ein kleines Budget und ein bescheidenes Drehbuch. Fazit: Heiter bis wolkige Komödie.“

Der Kritiker des TV Guide sah einen Film mit einer unglaubwürdigen und offensichtlichen Geschichte, die durch die fehlbesetzte Linda Darnell zusätzlich beeinträchtigt werde. Zwar inszeniere Douglas Sirk leichtgängig, doch der Regisseur sagte selber, dass er kein Gefühl für den Film gehabt habe.